# Hegau (Landschaftsschutzgebiet, Landkreis Konstanz)
Teile des Hegaus wurden vom Landratsamt Konstanz am 19. September 1952 durch Anordnung als Landschaftsschutzgebiet ausgewiesen. Es befindet sich auf dem Gebiet der Städte Singen am Hohentwiel, Tengen und Engen sowie der Gemeinden Gottmadingen, Hilzingen, Mühlhausen-Ehingen und Rielasingen-Worblingen. Der Hegau ist das größte Landschaftsschutzgebiet im Landkreis Konstanz.

## Lage
Das etwa 84 km² große Schutzgebiet liegt im Westen des Landkreises Konstanz und erstreckt sich von der nördlichen Kreisgrenze zum Landkreis Tuttlingen bis Gottmadingen und Rielasingen im Süden. Das Gebiet gehört zu den Naturräumen Hegau und Hegaualb.

## Landschaftscharakter
Die Landschaft des Hegaus wird vor allem durch die landschaftsprägenden Schlote der Hegauvulkane dominiert. Die Flächen im Schutzgebiet werden überwiegend ackerbaulich oder als Grünland genutzt. Die Agrarlandschaft wird durch verstreute kleinere oder größere Waldinseln unterbrochen. Vereinzelt finden sich auch Streuobstbestände und von Feldhecken dominierte Landschaftsteile. Das größte Gewässer im Schutzgebiet ist der Binninger See.

## Geschichte
Das Schutzgebiet wurde seit der Ausweisung im Jahr 1952 mehrfach geändert bzw. konkretisiert. 1962 wurde das Gebiet um weitere Landschaftsteile in Bargen und Zimmerholz erweitert. Seit 1982 wurde das Schutzgebiet durch die Ausweisung mehrerer Naturschutzgebiete im Geltungsbereich um etwa 367 Hektar verkleinert. Der auf der Gemarkung Stetten liegende Teil des Landschaftsschutzgebiets wurde dem Schutzgebiet nach der Kreisreform 1972 zugeordnet, obwohl es ursprünglich vom Landkreis Donaueschingen verordnet wurde und hinsichtlich der zugrunde liegenden Verordnung mit dem Landschaftsschutzgebiet Hegau auf der Gemarkung Mauenheim zusammengehörte.

## Zusammenhängende Schutzgebiete
Das Landschaftsschutzgebiet grenzt im Norden an das gleichnamige Landschaftsschutzgebiet im Landkreis Tuttlingen. In das Landschaftsschutzgebiet sind zahlreiche Naturschutzgebiete eingebettet. Das größte ist das Natur- und Landschaftsschutzgebiet Hohentwiel zwischen Singen und Hilzingen. Im Norden grenzt auch das gleichnamige Landschaftsschutzgebiet auf dem Gebiet des Landkreises Tuttlingen und der Naturpark Obere Donau an. Im Gebiet verstreut befinden sich Teilgebiete der drei FFH-Gebiete Westlicher Hegau, Hegaualb und Gottmadinger Eck. In das Landschaftsschutzgebiet eingebettet liegt das Vogelschutzgebiet Hohentwiel/Hohenkrähen.